# Paul Ranson
Paul-Élie Ranson (Limoges, 29 marzo 1861 – Parigi, 20 febbraio 1909) è stato un pittore francese, appartenente al gruppo dei Nabis.

## Biografia
Dopo gli studi nella Scuola di Belle arti di Limoges, nel 1886 Ranson si iscrisse all'Académie Julian ed entrò a far parte del gruppo dei Nabis. Il gruppo, allora, dal 1889 prese a riunirsi presso il suo studio, sopra l'appartamento di famiglia, al n. 25 di Boulevard Montparnasse, che venne ribattezzato per l'occasione "Il Tempio".
Nel 1891 Ranson partecipò alla rappresentazione simbolica del Teatro dell'Arte, dove i Nabis erano stati chiamati da Paul Fort per organizzare uno spettacolo in favore di Paul Verlaine e di Paul Gauguin; vi si rappresentò "Cherubin" di Charles Morice e "L'Intruso" di Maeterlinck.

Partecipò anche alle mostre collettive promosse da Le Barc de Boutteville nella sua galleria, poi al Salon degli Indipendenti e, a partire dal 1894, a Bruxelles, al Salon della "Libera Estetica". 

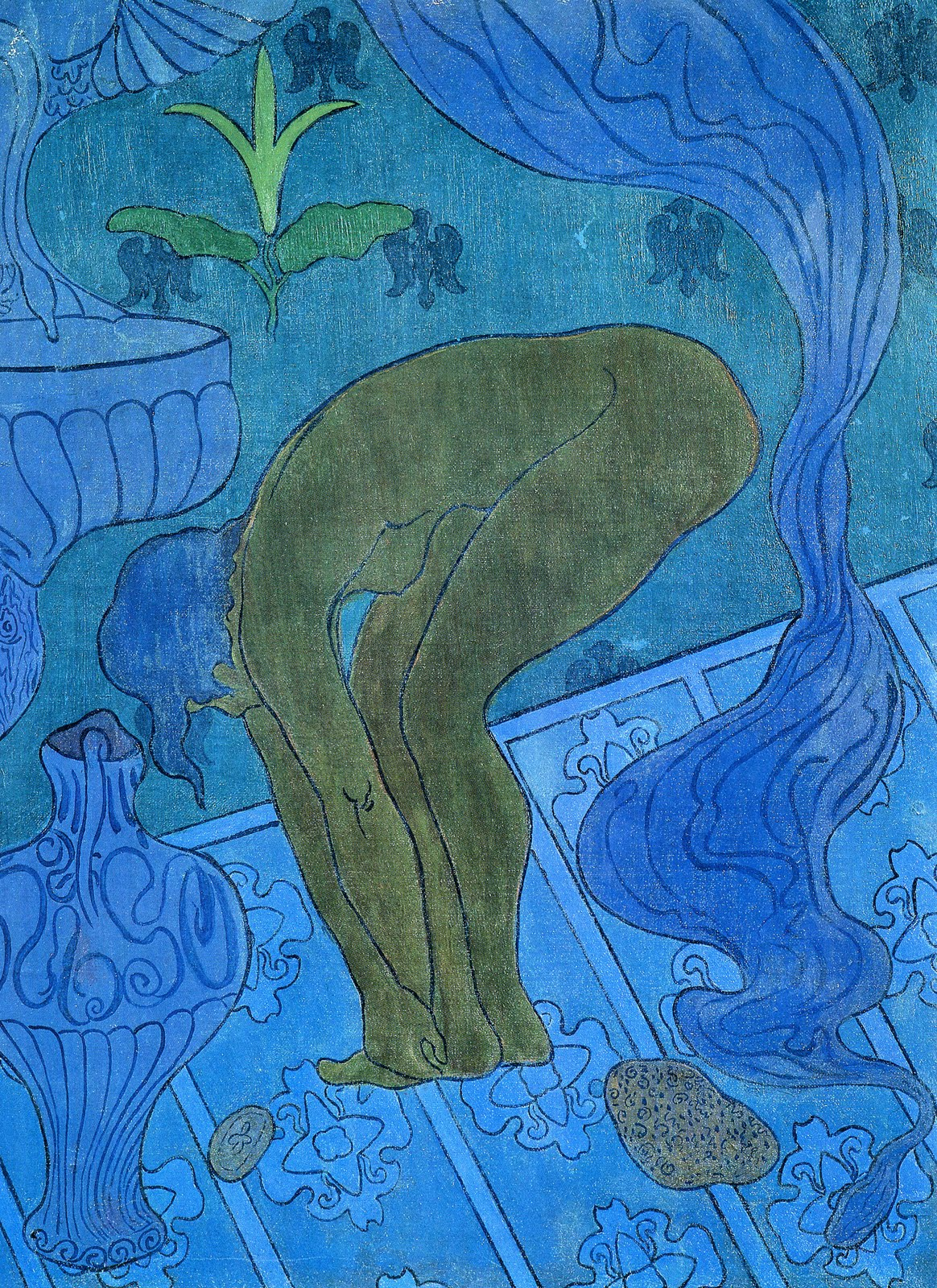
Il bagno blu

Ranson non si integrò mai completamente con i Nabis. Il suo interesse per l'occultismo, la teosofia, la magia e lo spiritismo lo distinguevano sensibilmente dagli altri artisti. Attivo in mille campi, egli si applicò soprattutto alle arti decorative, alle pannellature, alle carte da parati, alle tappezzerie e alle vetrate. Questi interessi così diversificati gli permisero di lavorare per l'apertura della galleria L'Art Nouveau di Samuel Bing, nel dicembre del 1895, per la quale realizzò dei pannelli per i mobili dell'architetto Henry van de Velde e delle vetrate per conto del maestro vetraio statunitense Louis Comfort Tiffany.
Assieme a Paul Sérusier creò le scene per "Le Bateau ivre", opera teatrale tratta da Arthur Rimbaud, costruì il suo teatro personale per marionette, disegnò locandine, collaborò con il "Théatre des Pantins" alla fine del 1897 assieme ad altri amici Nabis, fece i bozzetti di vignette satiriche e anticlericali e disegnò motivi decorativi per una marca di sigari.

Purtroppo, a partire dal 1899 la sua salute cominciò a dare segni di cedimento; restò allora vicino a Georges Lacombe e contribuì anche all'arredamento della sua casa presso Alençon. 

Durante gli ultimi anni di vita Ranson accostò soggetti mitologici e soggetti biblici, temi anticlericali e stregonerie. Mentre la sua salute continuava a declinare,
egli cadde in ristrettezze finanziarie. I suoi amici Nabis, allora, attuarono il suo progetto di una Accademia indipendente e fondarono nel 1908 l'"Académie Ranson" prestandosi generosamente come insegnanti.  L'Académie ebbe successo e, esclusa una pausa dal 1939 al 1950 a causa della guerra, restò aperta fino al
1955, anno in cui chiuse definitivamente. Decine di allievi erano passati per i suoi atelier. I suoi amici che l'avevano fondata furono Maurice Denis, Paul Sérusier, Jan Verkade, Ker-Xavier Roussel, Édouard Vuillard e altri.
Un anno dopo la fondazione dell'Académie, Paul Ranson, già debilitato, contrasse la febbre tifoidea e morì a Parigi all'età di soli 48 anni.
 
Sua moglie Marie-France assunse allora la direzione dell'Accademia.
Malgrado la sua appartenenza al gruppo Nabi sia stata quanto meno ambigua, Paul Ranson ci ha lasciato una vasta opera, che va dalla pittura tradizionale col cavalletto sino alle più diverse forme dell'arte decorativa. Tutto, però, è governato dal senso della decorazione che fa di lui un precursore e un promotore dell'Art Nouveau.

## Opere
Elenco parziale.
- Vanité aux souris, c.1885, Museo di belle arti di Limoges.
- Christ et Bouddha, 1890, Gooreind-Wuustwezel, Triton Foundation
- Lustral,1891, tempera su tela, Parigi, Museo d'Orsay
- Les Sorcières autour du feu, 1891, Saint-Germain-en-Laye, Museo Maurice-Denis « Le Prieuré »
- La Sorcière au chat noir, 1893, Museo d'Orsay
- Femme au chien qui saute, 1895, tempera su tela, Saint-Germain-en-Laye, Museo Maurice-Denis « Le Prieuré »
- Cinq Femmes à la récolte, 1895 pittura alla colla, Saint-Germain-en-Laye, Museo Maurice-Denis « Le Prieuré »
- Quatre Femmes à la fontaine, 1895, pittura alla colla, Saint-Germain-en-Laye, Museo Maurice-Denis « Le Prieuré »
- Trois Femmes à la récolte, 1895, pittura alla colla, Saint-Germain-en-Laye, Museo Maurice-Denis « Le Prieuré »
- Femme à la cruche, 1895, Saint-Germain-en-Laye, Museo Maurice-Denis « Le Prieuré »
- L'Explication, 1896, pastello su tela, Saint-Germain-en-Laye, Museo Maurice-Denis « Le Prieuré »
- Paysage maritime, olio del 1895, Museo del Petit Palais di Ginevra
- Le Petit Poucet, c.1900, olio su tela, Museo del vescovado di Limoges
- Baigneuses o Le Lotus, 1906, Parigi, Museo d'Orsay

## Galleria d'immagini

### Paesaggi e figure

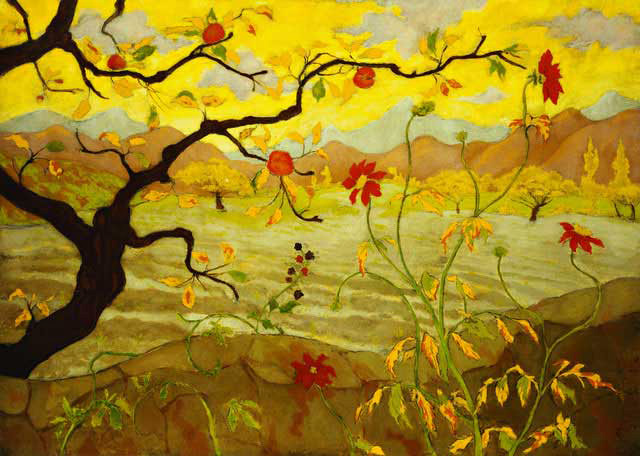
Melo dai fiori rossi
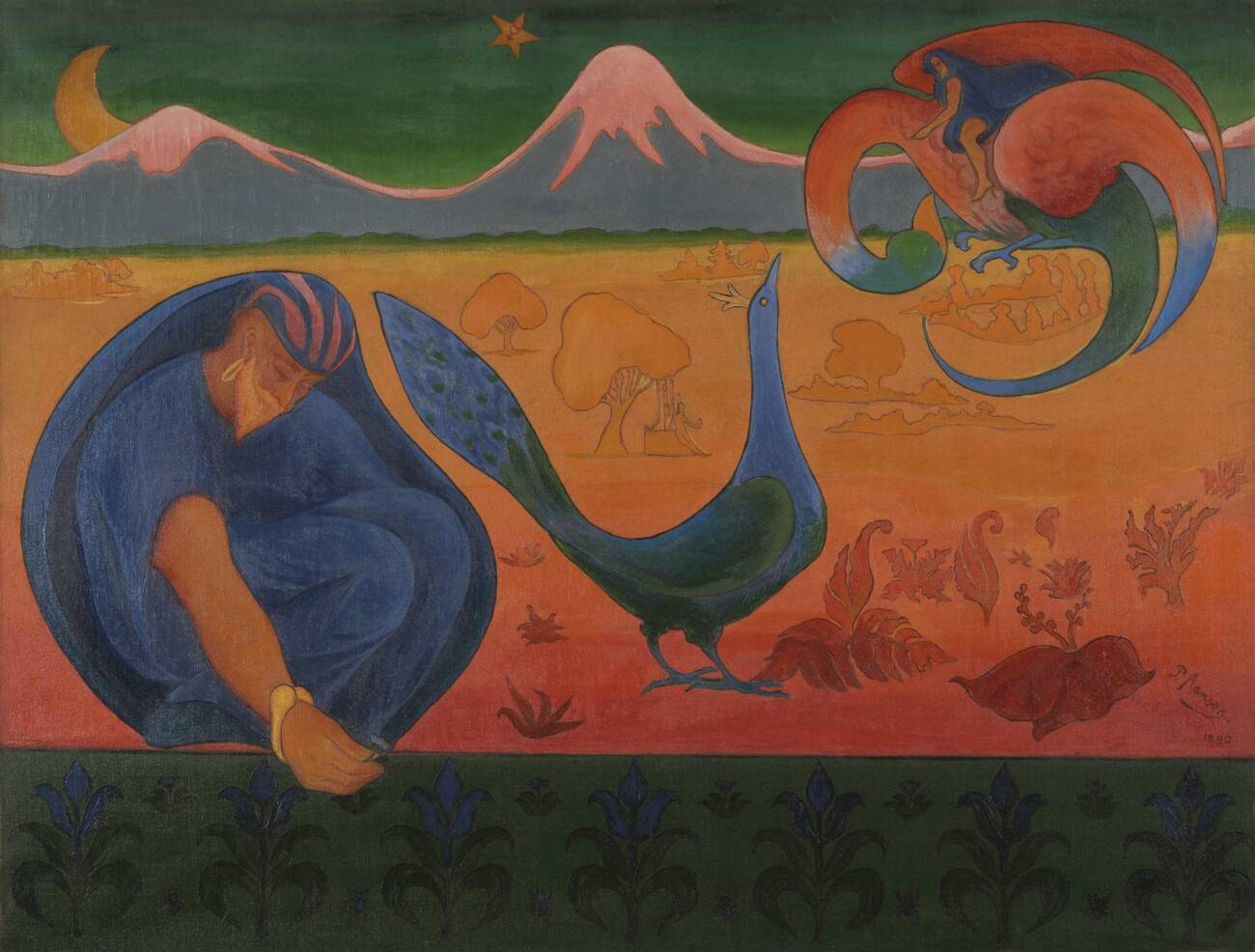
Paesaggio Nabi
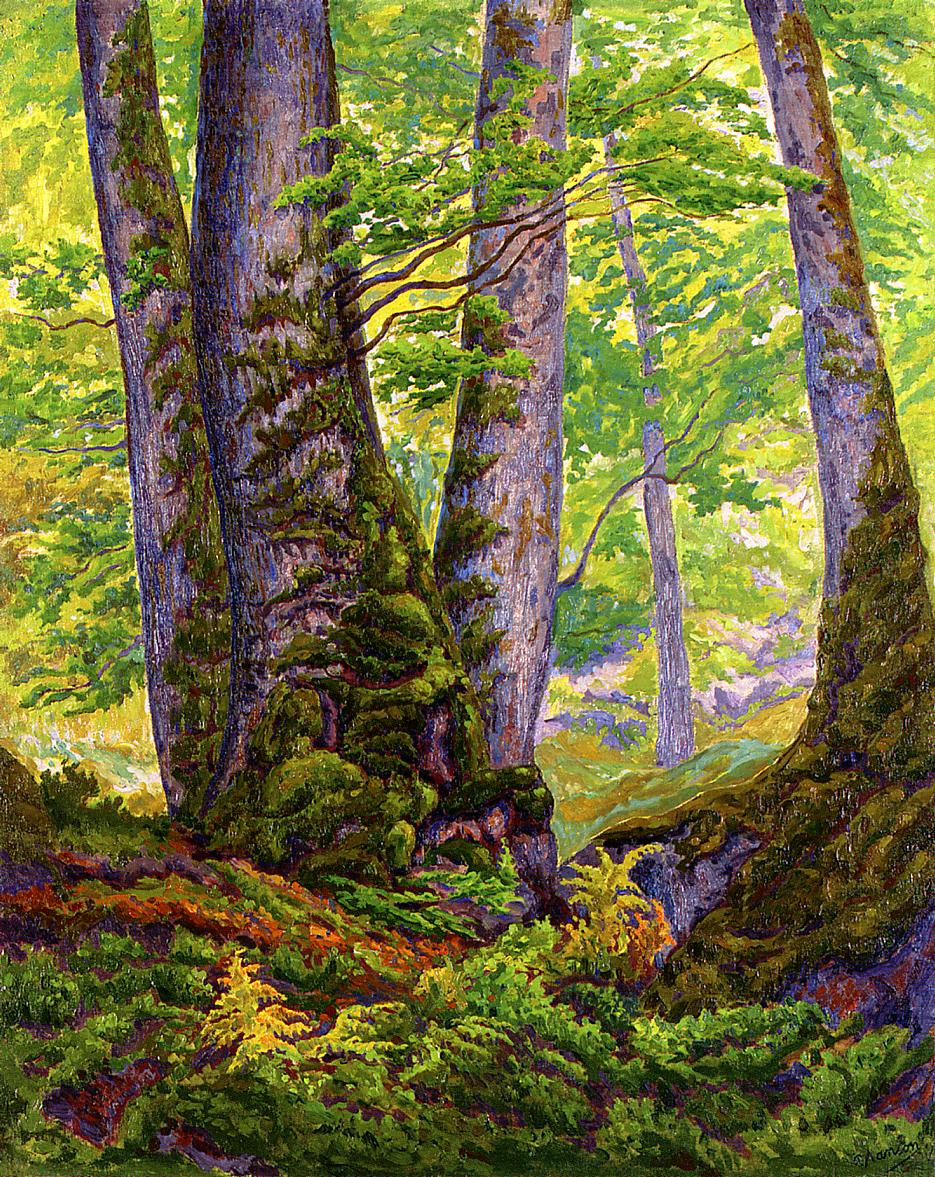
I tre faggi
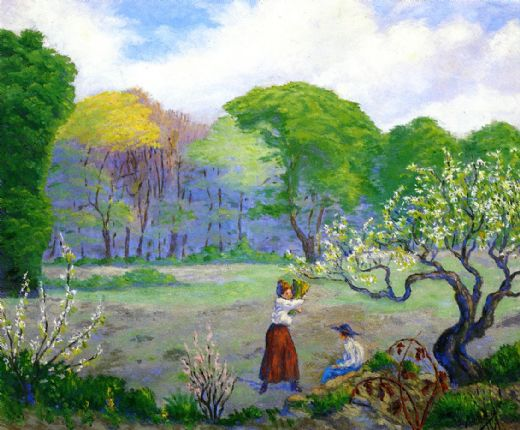
Iris viola e gialli

### Nudi

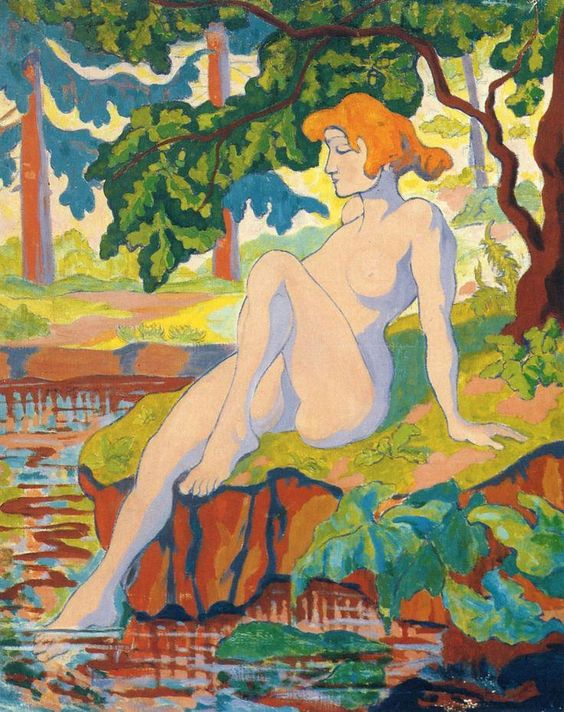
Bagnante
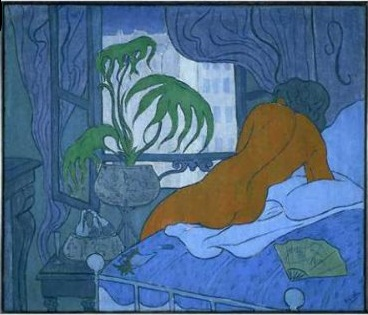
Nudo con ventaglio
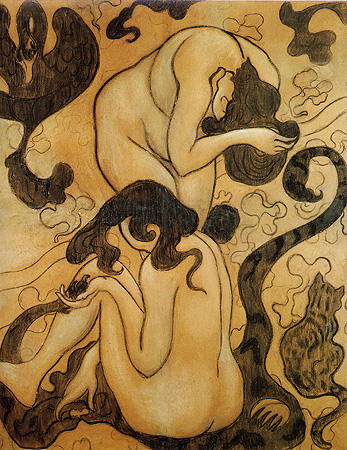
Due nudi
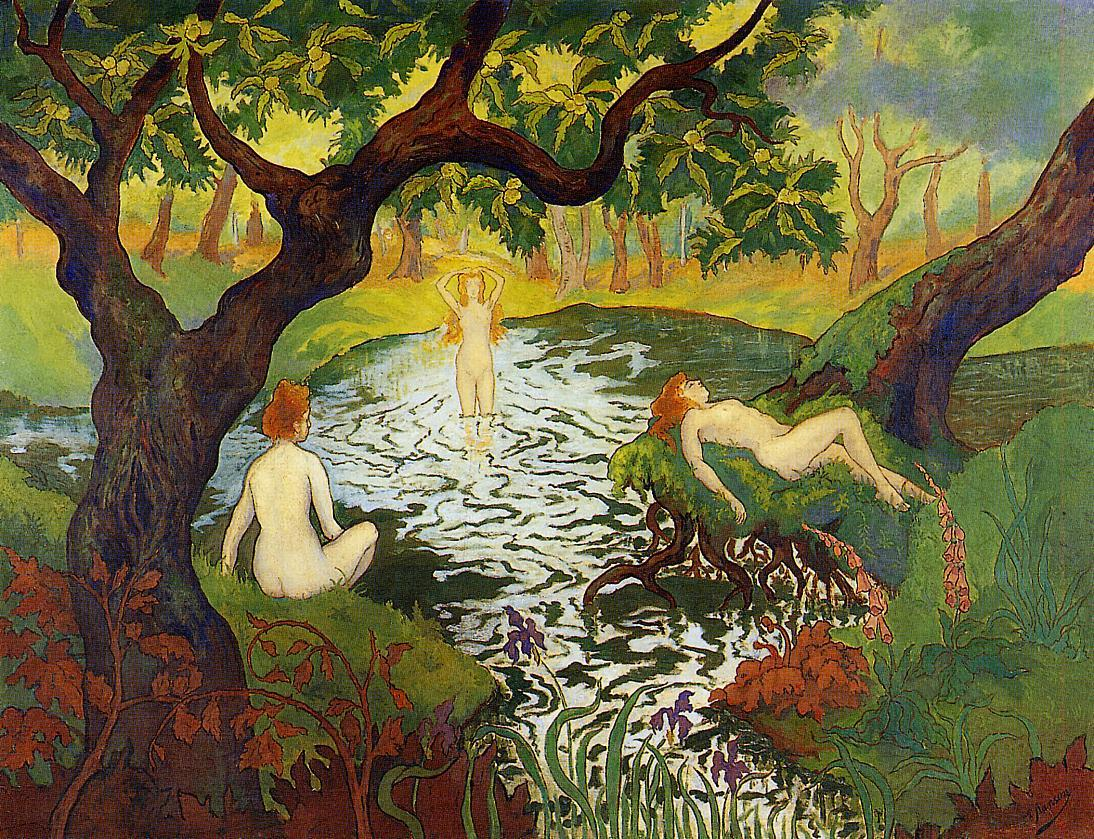
Tre bagnanti fra gli iris
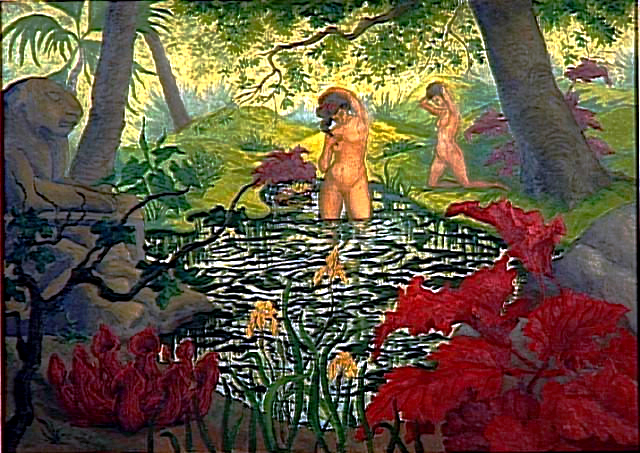
Bagnante tra i fiori di loto